# 上海公交定制401线
上海公交定制401线（或称上博观展巴士）是上海公交线路之一，起讫站分别为上海博物馆（人民广场）至上海博物馆（东馆）。定制401线开通于2025年三月中旬，由久事公交巴士四公司一车队负责运营。

## 背景
因应市民通勤、上学、就医、出游等需求不能被公交骨干网络覆盖，上海各公交公司自2024年起开始在全市16个行政区提供定制公交服务。2025年5月8日，上海市定制公交运营服务平台上线，该平台整合了上海全市16个行政区的定制公交线路。截至2025年6月24日，已有250条定制公交线路（覆盖通勤、就医、文旅、通学方面）在上海全市16个行政区运行。其作为常规公交的补充在开通前会进行前期调研。从上海博物馆（人民广场）至上海博物馆（东馆）间坐上海轨道交通二号线全程预计40分钟，且需步行1.9公里，故开通此线方便游客往来二馆。

## 运营和线路

### 运营
定制401线开通于2025年三月中旬，由久事公交巴士四公司一车队负责运营。运营日为每周三至周日及法定节假日的11：00至15：00间，班次为60分钟一班。首末站分别为上海博物馆（人民广场）和上海博物馆（东馆），该线自上海博物馆（人民广场）发出后直达上海博物馆（东馆），采用双层巴士运营，全程运行时间为40分钟。票价4元，支持线上线下两种购票方式。另有得专门前往十六铺对接“上博号”浦江游船的班次。

### 线路
定制401线自上海博物馆（人民广场）发出后沿延安东路转至西藏南路，再由西藏南路转至陆家浜路上南浦大桥，下桥后沿杨高南路行驶，随后转入世纪大道至上海博物馆（东馆）。

## 作用
定制401线的运营方式使市民游客享受到便捷的点对点直达服务。定制401线亦有观光性质，游客可于车上看到上海大剧院、上海市工人文化宫、大世界、南浦大桥等景点。定制401线采用双层巴士运营使游客视野开阔，增添观光乐趣。同时定制401线的开通运营展现了上海在文旅方面的创新与实践。